# Повсякденна п'ятниця
Повсякде́нна п'ятниця (англ. casual Friday, dress-down days) —  західна тенденція, яка поширилася на інші частини світу, в якій деякі бізнес-офіси дозволяють змінити дрес-код персоналу в кежуел стиль по п'ятницях. Деякі підприємства, які, як правило, вимагають працівників носити костюми, сорочки, краватки, черевики, сукні дозволяють більш повсякденне вбрання по п'ятницях. Також, такий стиль практикується в навчальних закладах, наприклад, в школах, де передбачена уніформа. Часто, п'ятниця є єдиним днем, коли в ряді організацій є можливість одягнути одяг, що не відповідає дрес-коду. Часто, англомовна назва такого дня неділі використовується як торгова марка одягу, назва магазинів і т.д.